# Lloyd Sabaudo

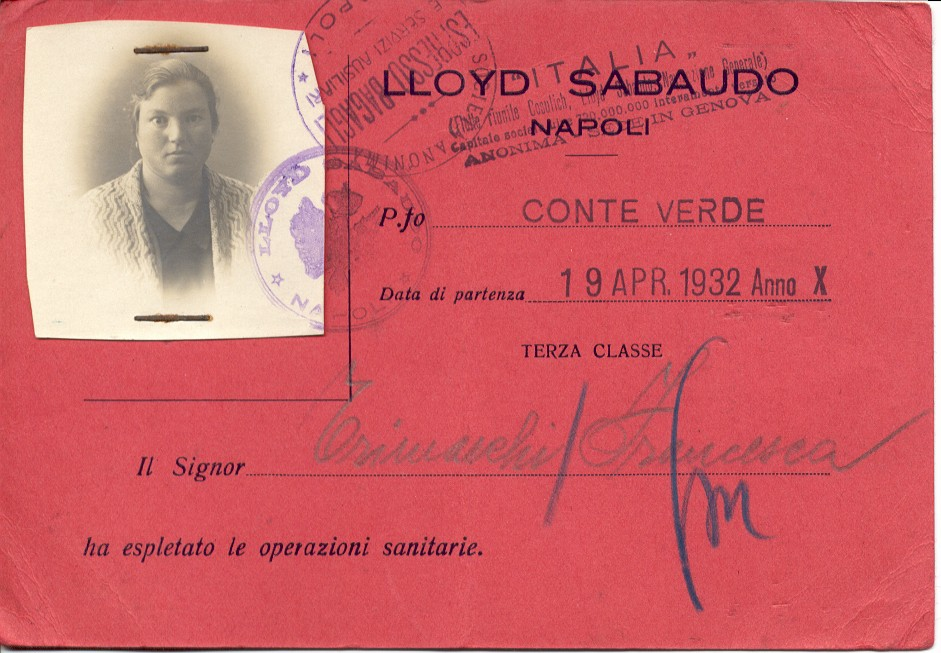
Pasaje de la compañía para el recorrido Génova-Buenos Aires, del 19 de abril de 1932.

Lloyd Sabaudo Società Anonima per Azioni o Lloyd Sabaudo Line fue una compañía naviera italiana dedicada al transporte marítimo de pasajeros, fundada en Turín en 1906 y que comenzó a brindar sus servicios un año después.
En 1932 se unió a las compañías Navigazione Generale Italiana y Cosulich Società Triestina di Navigazione, fundando así la Italian Line.

## Rutas
La naviera contó con tres rutas a través de los años:
- 1907-1932: Génova-Nápoles-Palermo-Nueva York.
- 1908-1932: Génova-Nápoles-Las Palmas de Gran Canaria-Río de Janeiro-Buenos Aires.
- 1920-1932: Génova-Fremantle-Melbourne-Sidney.

## Buques
Algunos de sus buques destacados fueron:
| Buque                | Construcción | Terminación del servicio / años en servicio | Tonelaje |
| -------------------- | ------------ | --- | -------- |
| Arnaldo da Brescia   | 1900         | ex- Sigmaringen (North German Lloyd), 1914 internado en Siracusa, 1915 incautado por Italia y renombrado Arnaldo da Brescia, 1919 transferido a Lloyd Sabaudo, 1922 vendido a E. Sturlise, Génova. | 5710     |
| Capodimonte          | 1917         | ex- War Tiger, 1917 completado como Capodimonte, 1926 transferido a Marittima Italiana, 1934 desguazado.                                                                                           | 5872     |
| Carignano (1)        | 1899         | ex- Pasquale P, 1915 comprado a O. Conte, Génova y renombrado Carignano, 1919 desguazado. | 2688     |
| Carignano (2)        | 1918         | ex- War Pigeon, 1920 comprado a The Shipping Controller, Londres y renombrado Carignano, 1932 transferido a Italia Line.                                                                           | 5359     |
| Castelporziano       | 1919         | 1924 vendido a Parodi & Corrado, Génova y rebautizado como Enrico Toti. | 5232     |
| Citta di Genova      | 1903         | 1928 transferido de NGI, 1930 desguazado. | 7728     |
| Coltano              | 1899         | ex- Maurizio, 1915 comprado a P. Viale, Génova y renombrado Coltano, 1923 vendido a A. Zanchi, Génova.                                                                                             | 3318     |
| Conte Biancamano     | 1925         | 1932 transferido a Italia Line. | 24416    |
| Conte di Savoia      | 1932         | 1932 transferido a Italia Line. | 48502    |
| Conte Grande         | 1928         | 1932 transferido a Italia Line. | 25661    |
| Conte Rosso          | 1924         | 1932 transferido a Lloyd Triestino (Italia). | 17048    |
| Conte Verde          | 1923         | 1932 transferido a Lloyd Triestino (Italia). | 18765    |
| D'Aosta              | 1892         | ex- Elio, 1915 comprado a Fratelli Bozzo, Génova renombrado D'Aosta, 1923 vendido a Clorialdo Devoto, Génova, renombrado Indipendente.                                                             | 3344     |
| Maria Cristina       | 1907         | ex- Guglielmo Peirce, 1927 comprado a Soc. Sicula Americana, Palermo, rebautizado como Maria Cristina, 1930 vendida a Cia.Colonia, Lisboa y rebautizada como Mouzinho.                             | 8512     |
| Moncalieri           | 1918         | ex- War Linnet, 1919 comprado a The Shipping Controller, Londres y renombrado Moncalieri, 1932 transferido a Italia Line.                                                                          | 5267     |
| Montecristo          | 1918         | ex- War Maid, 1918 comprado a The Shipping Controller, Londres y renombrado Montecristo, 1924 vendido a G. Pellegro, Catania y renombrado Messicano.                                               | 4343     |
| Pesaro               | 1901         | ex- Moltke (Hamburg America Line), 1915 incautado por el gobierno italiano y renombrado Pesaro, 1919 transferido a Lloyd Sabaudo, 1925 desguazado.                                                 | 12335    |
| Pollenzo             | 1920         | ex- War Relief, 1920 comprado a The Shipping Controller, Londres y renombrado Pollenzo, 1925 vendido a Parodi & Corrado, Génova.                                                                   | 6480     |
| Principe di Piemonte | 1907         | 1914 vendido a Uranium Line y renombrado Principello. | 6365     |
| Principe di Udine    | 1907         | 1929 desguazado. | 7828     |
| Principessa Giovanna | 1923         | 1932 transferido a Italia Line. | 8585     |
| Principessa Maria    | 1923         | 1932 transferido a Italia Line. | 8539     |
| Racconigi            | 1899         | ex- La Sicilia, 1916 comprado a Navigazione Alta Italia, Génova y renombrado Racconigi, 1922 se incendió y se hundió frente a Argel.                                                               | 4298     |
| Re d'Italia          | 1907         | 1929 desguazado. | 6237     |
| Regina d'Italia      | 1907         | 1928 desguazado. | 6149     |
| Resurrezione         | 1887         | 1916 transferido de B. Degregori, Génova, 1924 desguazado. | 3026     |
| San Rossore          | 1901         | ex- Il Piemonte, 1916 comprado a Navigazione Alta Italia, Génova y renombrado San Rossore, 1926 vendido a M. Casabona, Génova, renombrado Emilia Pellegrina.                                       | 5601     |
| Scampolo             | 1918         | ex- War Stikine (casco de madera), 1919 comprado a The Shipping Controller, Londres y renombrado Scampolo, 1924 retirado y vendido para demolición.                                                | 2313     |
| Tomaso di Savoia     | 1907         | 1928 desguazado. | 7761     |
| Valdieri (1)         | 1906         | ex- Moncenisio, 1916 comprado a Navigazione Alta Italia, Génova y renombrado Valdieri, 1917 torpedeado y hundido frente al cabo Spartel.                                                           | 4637     |
| Valdieri (2)         | 1920         | 1925 vendido a Soc. Commerciale di Nav., Génova, renombrado Juventus. | 5303     |
| Villa Ada            | 1918         | ex- Fratelli Bianchi, 1925 comprado a Bianchi, Génova renombrado Villa Ada, 1929 vendido a Turner, Brightman & Co, Londres, renombrado Zeriba.                                                     | 5188     |

## Galería

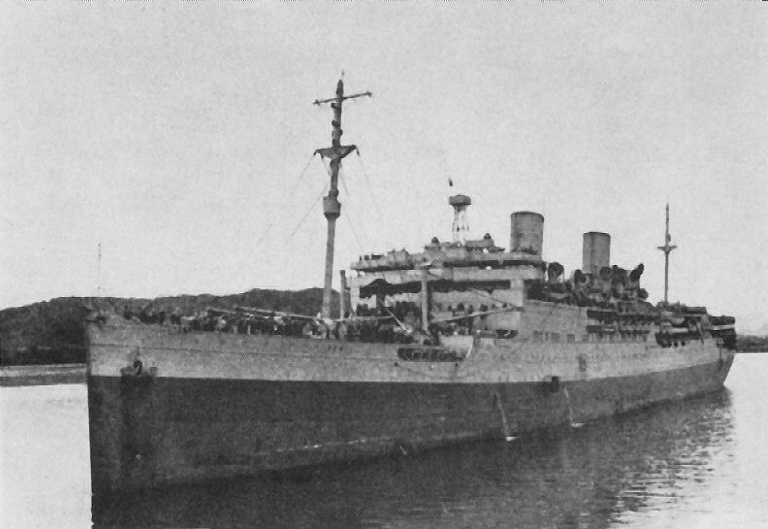
Conte Biancamano
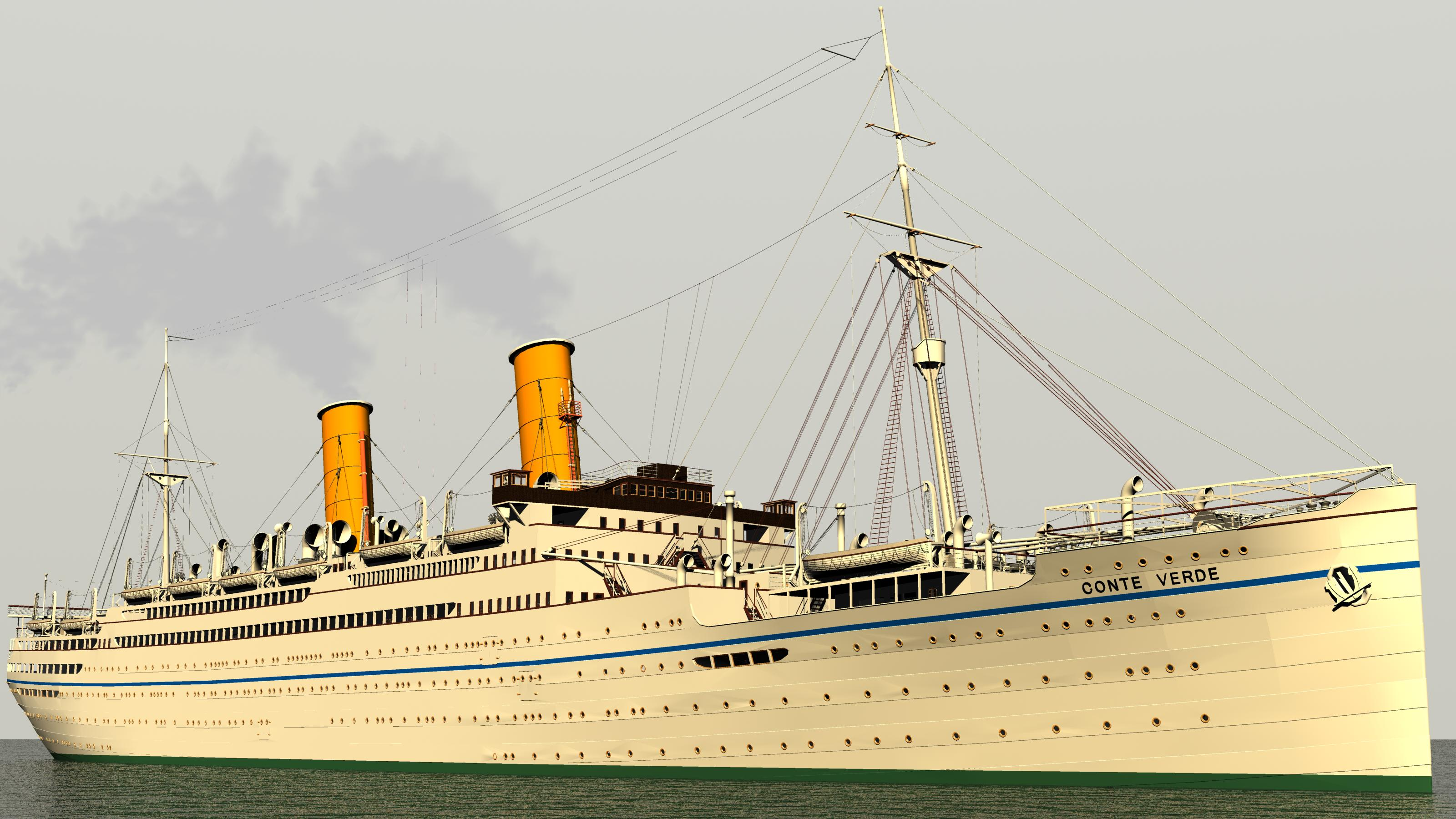
Modelo del Conte Verde
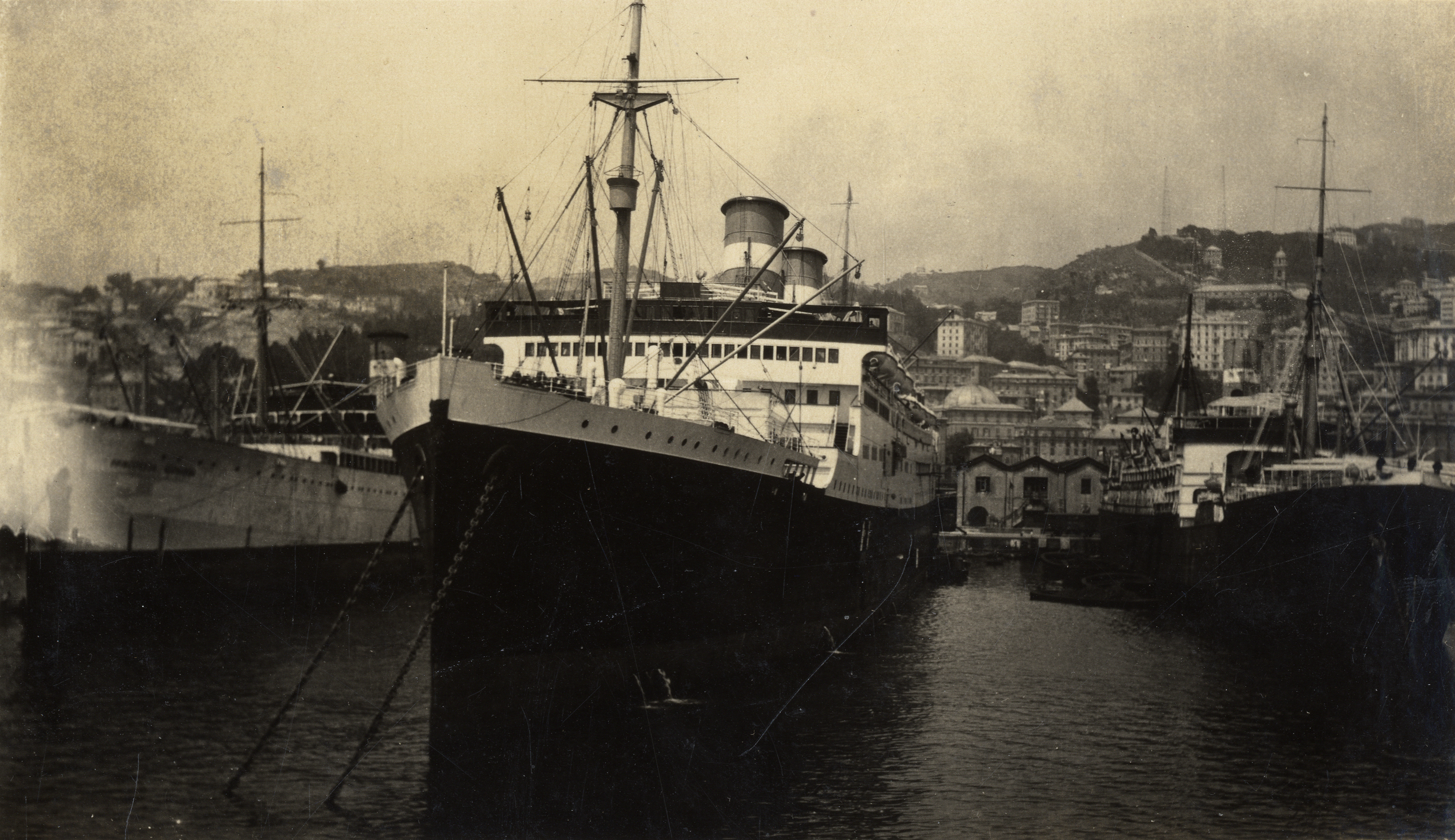
Conte Grande
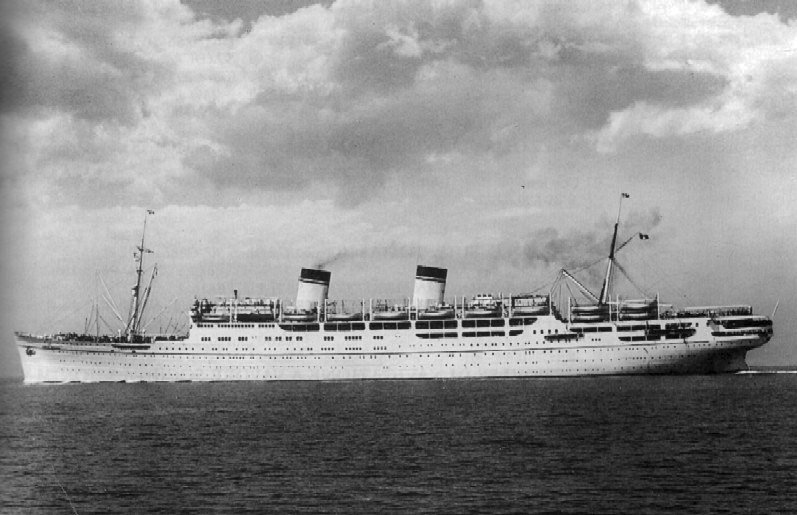
Conte Grande luego de su reconstrucción
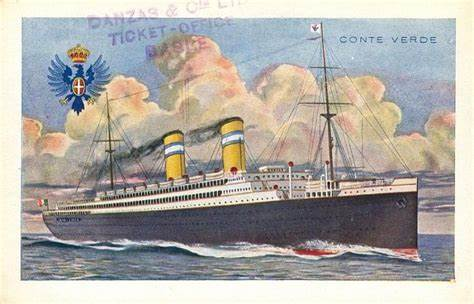
Tarjeta postal del Conte Verde
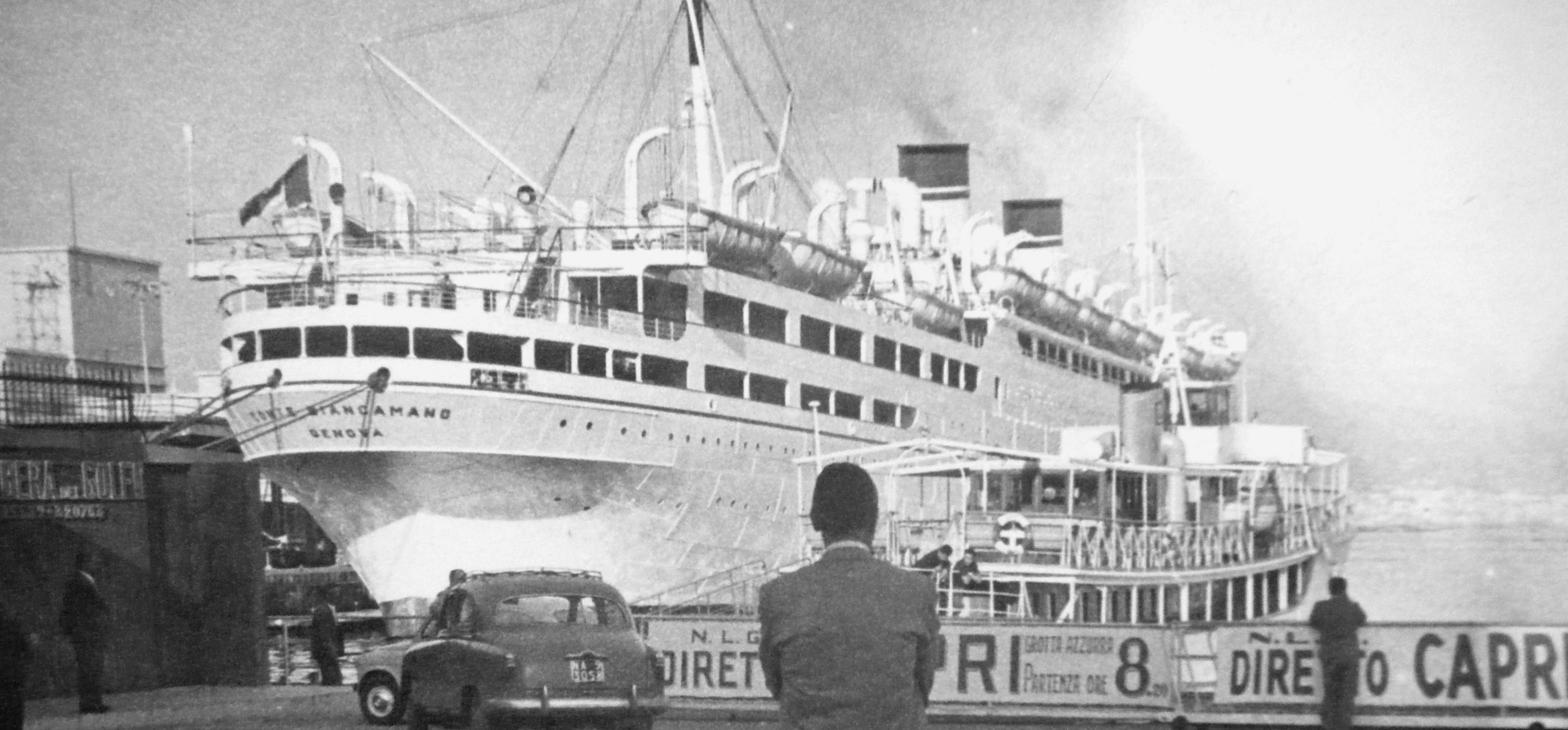
Conte Biancamano en el puerto de Nápoles en 1960
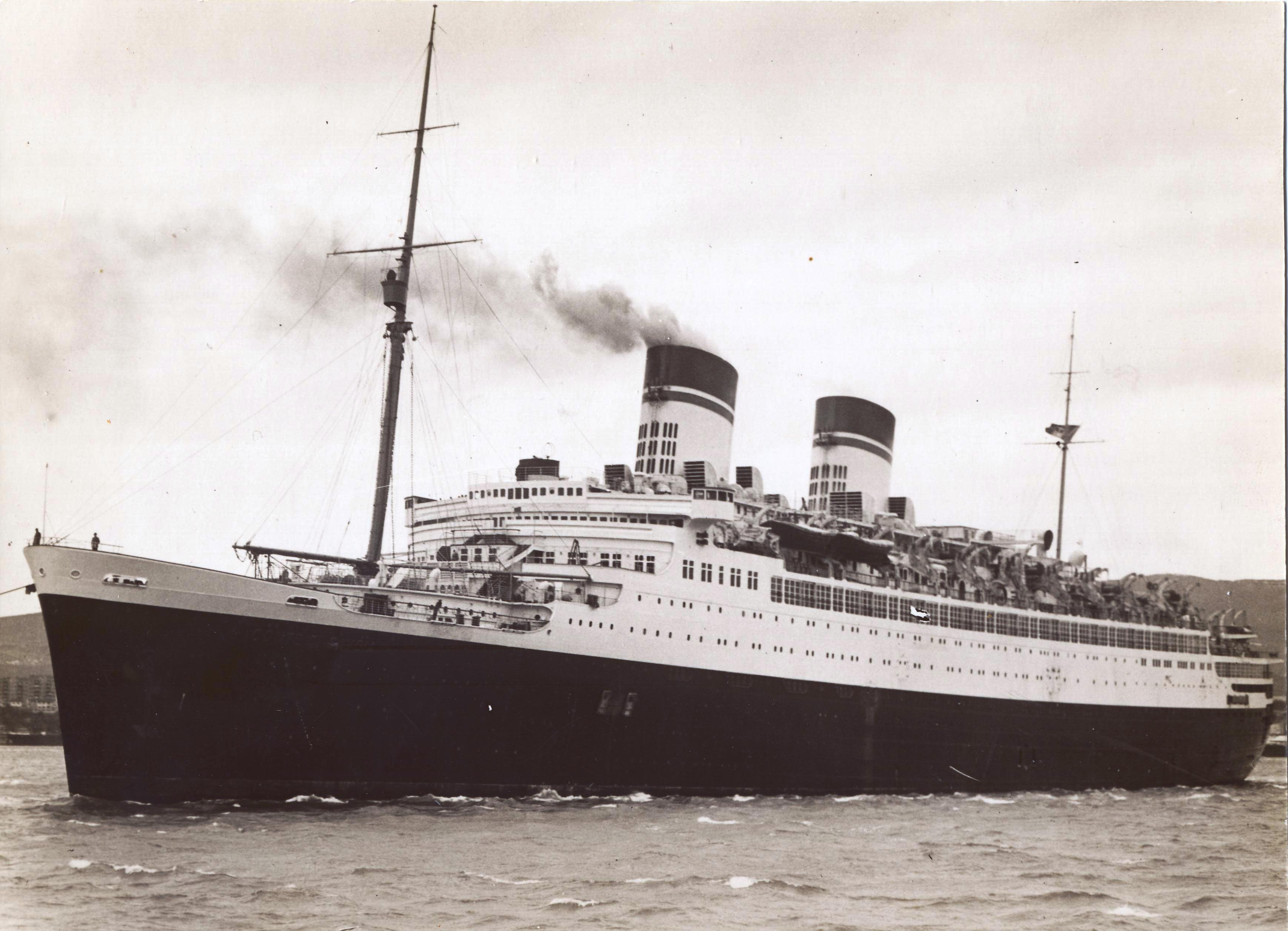
Conte di Savoia en la bahía de Trieste en 1932
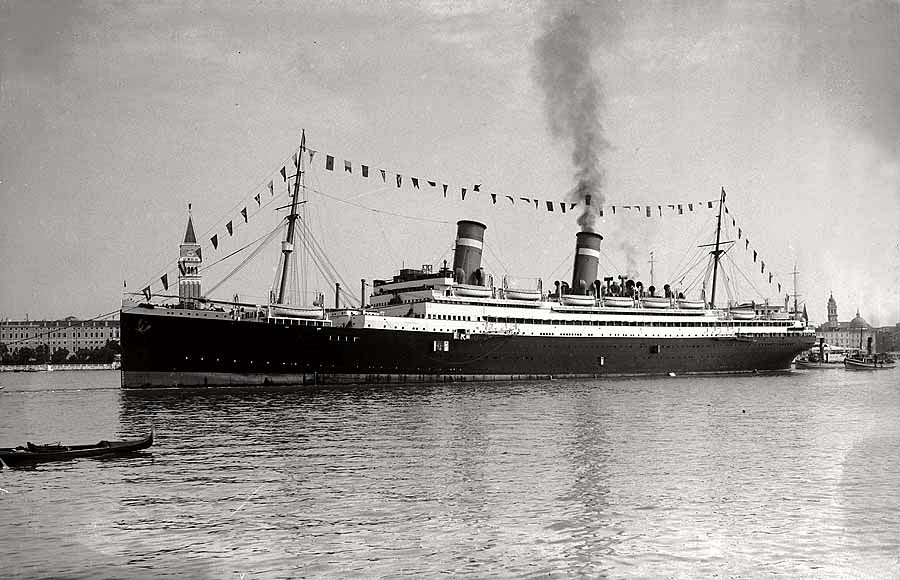
Conte Verde en Venecia en 1926
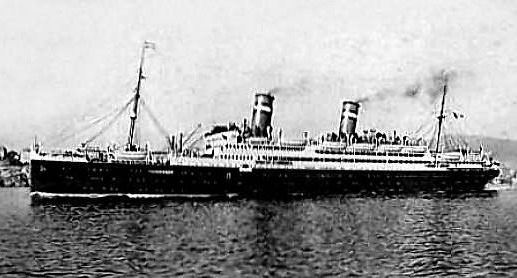
Conte Rosso en 1925
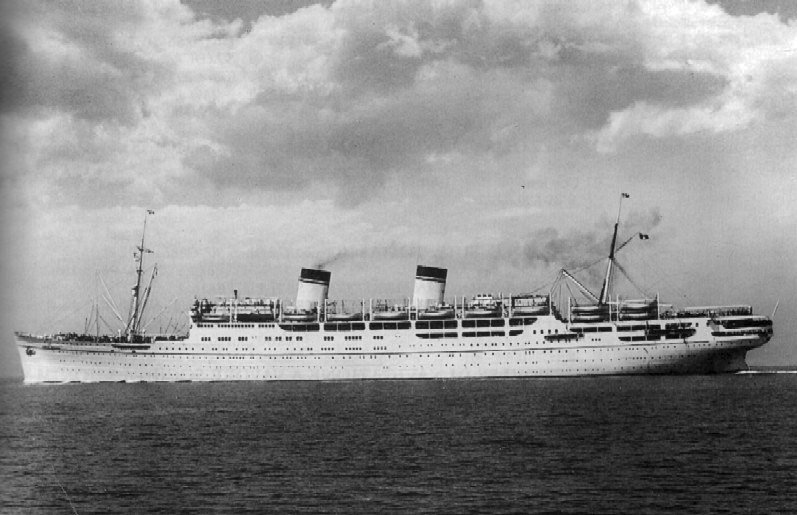
Conte Grande en 1928

## Museografía
El casco del buque Conte Biancamano se encuentra en una exposición permanente en el Museo Nacional de la Ciencia y la Tecnología Leonardo da Vinci de Milán.

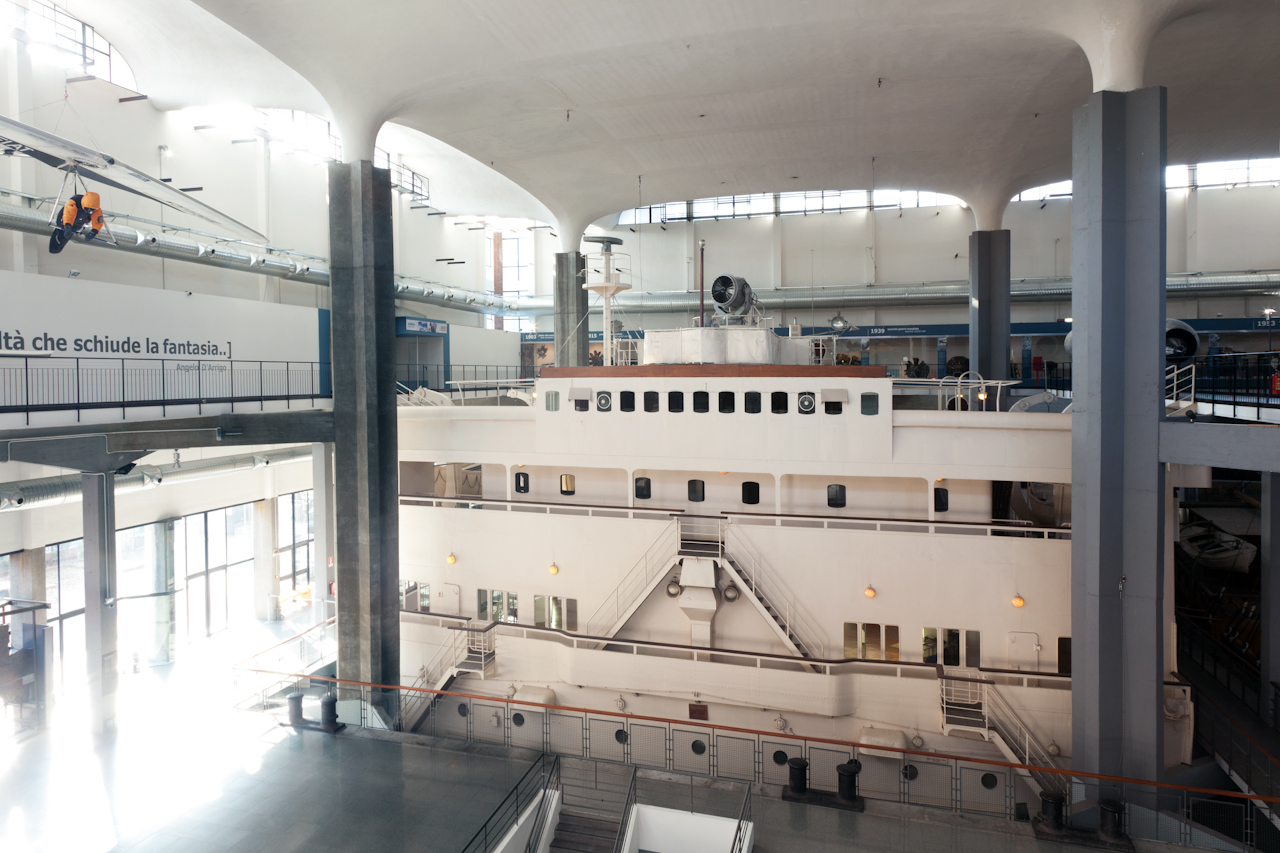
Parte del casco del Conte Biancamano
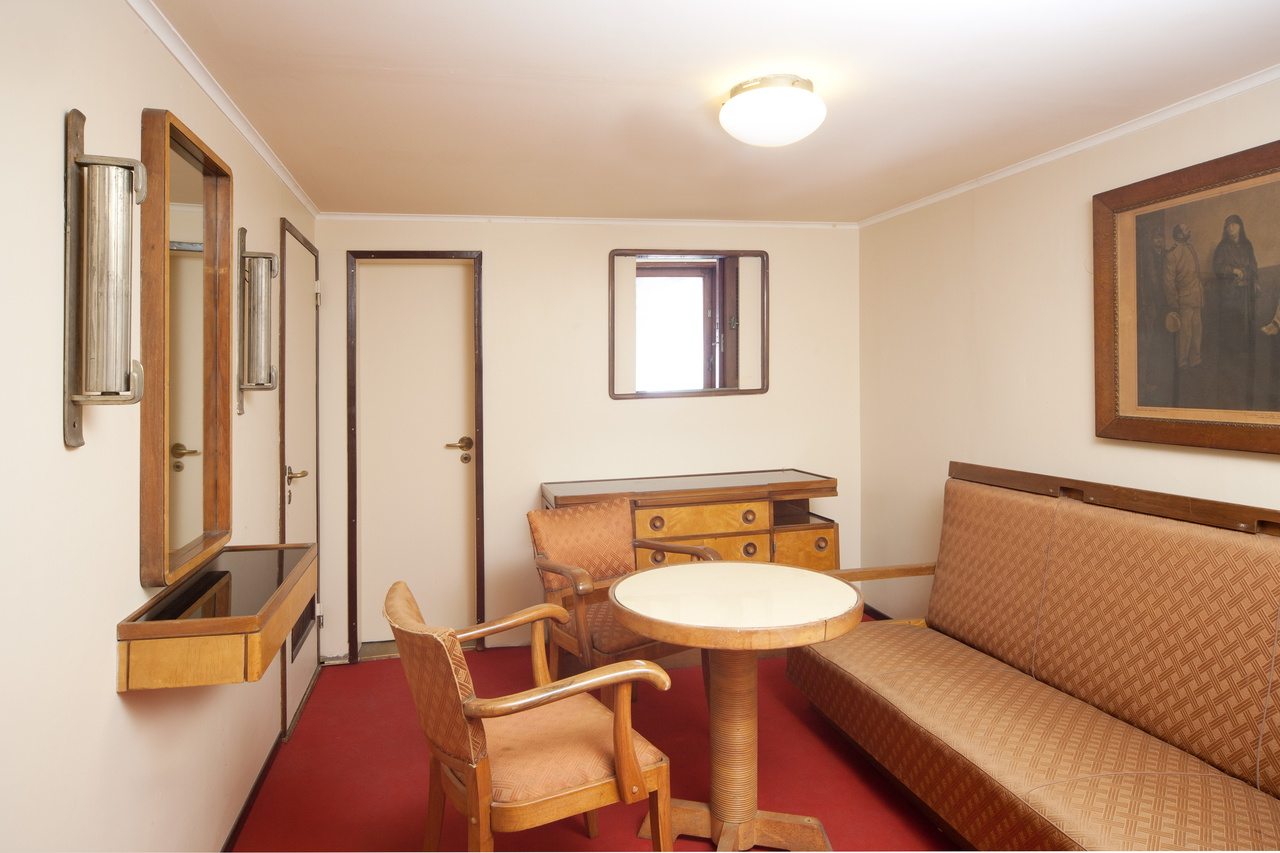
Interior de un camarote del Conte Biancamano
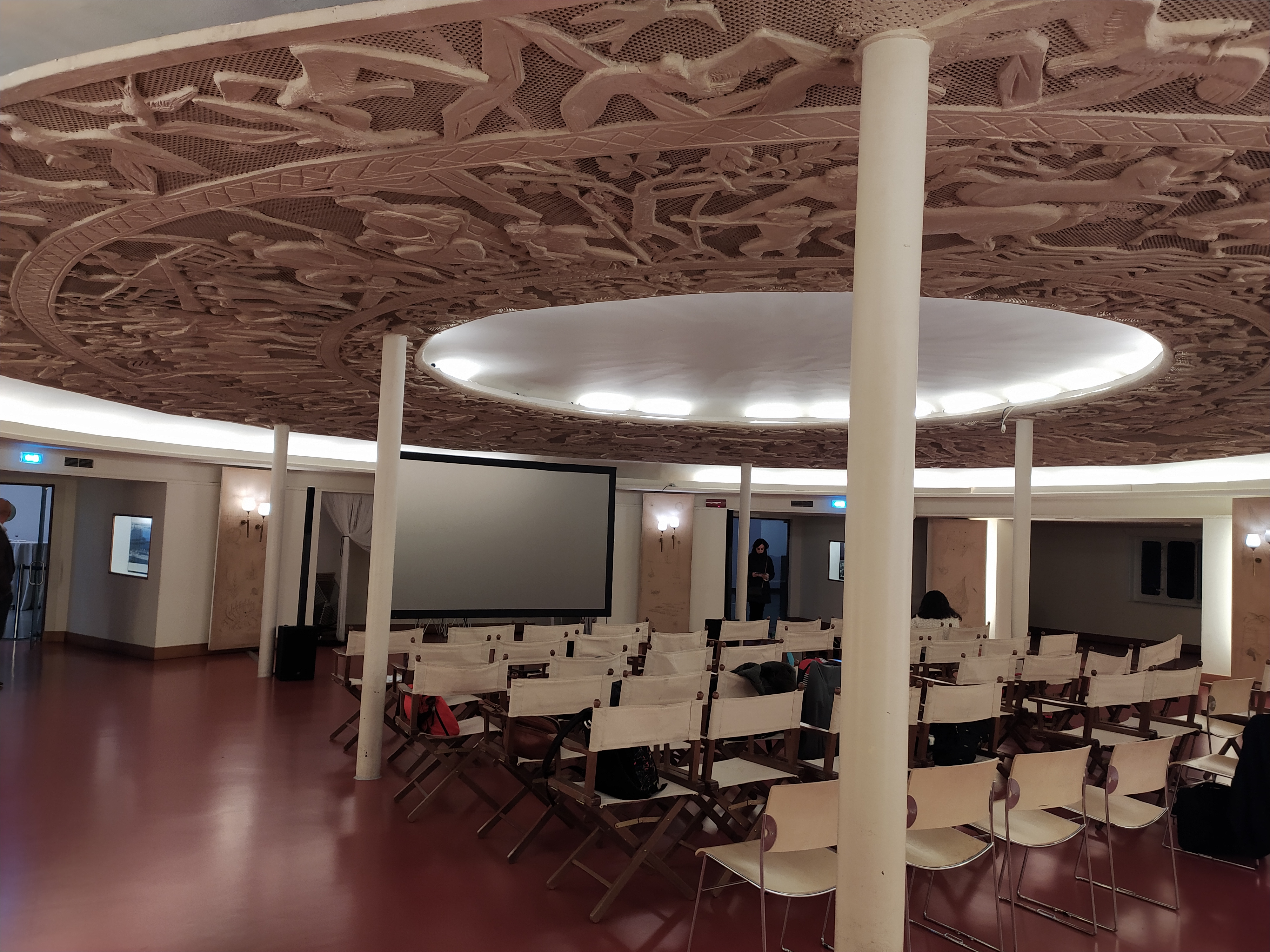
Salón de baile del Conte Biancamano

## Literatura
- United States, Board of Engineers for Rivers and Harbors (1932). Port Series. Issue 20. U.S. Government Printing Office.[13]
- United States, Superintendent of Documents (1963). Catalogue of the Public Documents of the ... Congress and of All Departments of the Government of the United States. Volume 14, Issue 2. U.S. Government Printing Office.[14]
- Miller, William H (1999). Picture History of the Italian Line, 1932–1977.[15] Dover Publications. ISBN: 978-0-486-40489-9.
- Curti, O. Due Navi in Museo (1964). Milán.[16]